# Einbehalt
Der Einbehalt (oder Sicherheitseinbehalt, in Österreich Haftrücklass) ist ein subjektives Recht des Gläubigers, einen Teil der von ihm geschuldeten Vergütung im Hinblick auf mögliche Mängelbeseitigungskosten zurückzubehalten.

## Werkvertrag

### Gesetzliche Regelung
Der Unternehmer hat dem Besteller das Werk frei von Sach- und Rechtsmängeln zu verschaffen (§ 633 Abs. 1 BGB).
Obwohl auch im Kaufvertragsrecht die Verschaffung einer mangelfreien Sache geschuldet ist (§ 433 Abs. 1 Satz 2 BGB), besteht nur im Werkvertragsrecht eine spezielle gesetzliche Regelung des Einbehalts. Gemäß § 641 Abs. 3 BGB darf der Besteller in der Regel das Doppelte der für die Beseitigung des Mangels erforderlichen Kosten verweigern, um den Unternehmer zur Mängelbeseitigung zu bewegen (sog. Druckzuschlag).
Beruft sich der Besteller auf sein Zurückbehaltungsrecht nach § 641 Abs. 3 BGB, muss er das Vorliegen der behaupteten Mängel darlegen und gegebenenfalls beweisen. Die Auszahlung des Einbehalts schuldet der Besteller dann nur Zug um Zug gegen die Beseitigung der Mängel.
Da die Vergütung erst bei der Abnahme des Werkes zu entrichten ist, also erst nach dessen Fertigstellung (§ 641 Abs. 1 BGB), kann umgekehrt  der Unternehmer von dem Besteller für die ihm zustehende Vergütung eine Sicherheitsleistung gemäß § 648a BGB verlangen und so das Insolvenzrisiko, das aus seiner Vorleistungspflicht resultiert, verringern.
Diese Rechte stehen den Vertragsparteien nur bei gegenseitigen Ansprüchen aus demselben Vertragsverhältnis zu.

### Vertragliche Vereinbarung
Zwischen Unternehmer und Besteller kann abweichend von § 641 BGB vereinbart werden, dass die volle Vergütung erst nach Ablauf der Gewährleistungsfristen fällig wird und der Besteller bis dahin einen bestimmten Teil der Vergütung einbehalten kann (§ 17 VOB/B).
Entsprechende Bestimmungen in Allgemeinen Geschäftsbedingungen unterliegen der gerichtlichen Inhaltskontrolle nach § 307 BGB und dürfen nicht zu einer Übersicherung des Bestellers führen.

## Handelsgeschäfte
Beim kaufmännischen Zurückbehaltungsrecht gemäß § 369 HGB können Kaufleute auch wegen fälliger Forderungen aus anderen gegenseitigen Verträgen ein Zurückbehaltungsrecht geltend machen, jedoch nur an beweglichen Sachen.

## Ablösung des Einbehalts
In den Zahlungsbedingungen kann vereinbart werden, dass der Sicherheitseinbehalt durch eine selbstschuldnerische unbefristete Gewährleistungsbürgschaft abgelöst werden kann.  